# Kaliumselenit
Kaliumselenit ist eine anorganische chemische Verbindung des Kaliums aus der Gruppe der Selenite.

## Gewinnung und Darstellung
Kaliumselenit kann durch Reaktion von Selendioxid mit Kaliumcarbonat gewonnen werden.

## Eigenschaften
Kaliumselenit ist ein weißer Feststoff, der löslich in Ethanol und Wasser ist.

## Verwendung
Kaliumselenit ist eine der Verbindungen, die in Futtermitteln für Rinder verwendet werden.